# هجمات التلة الفرنسية

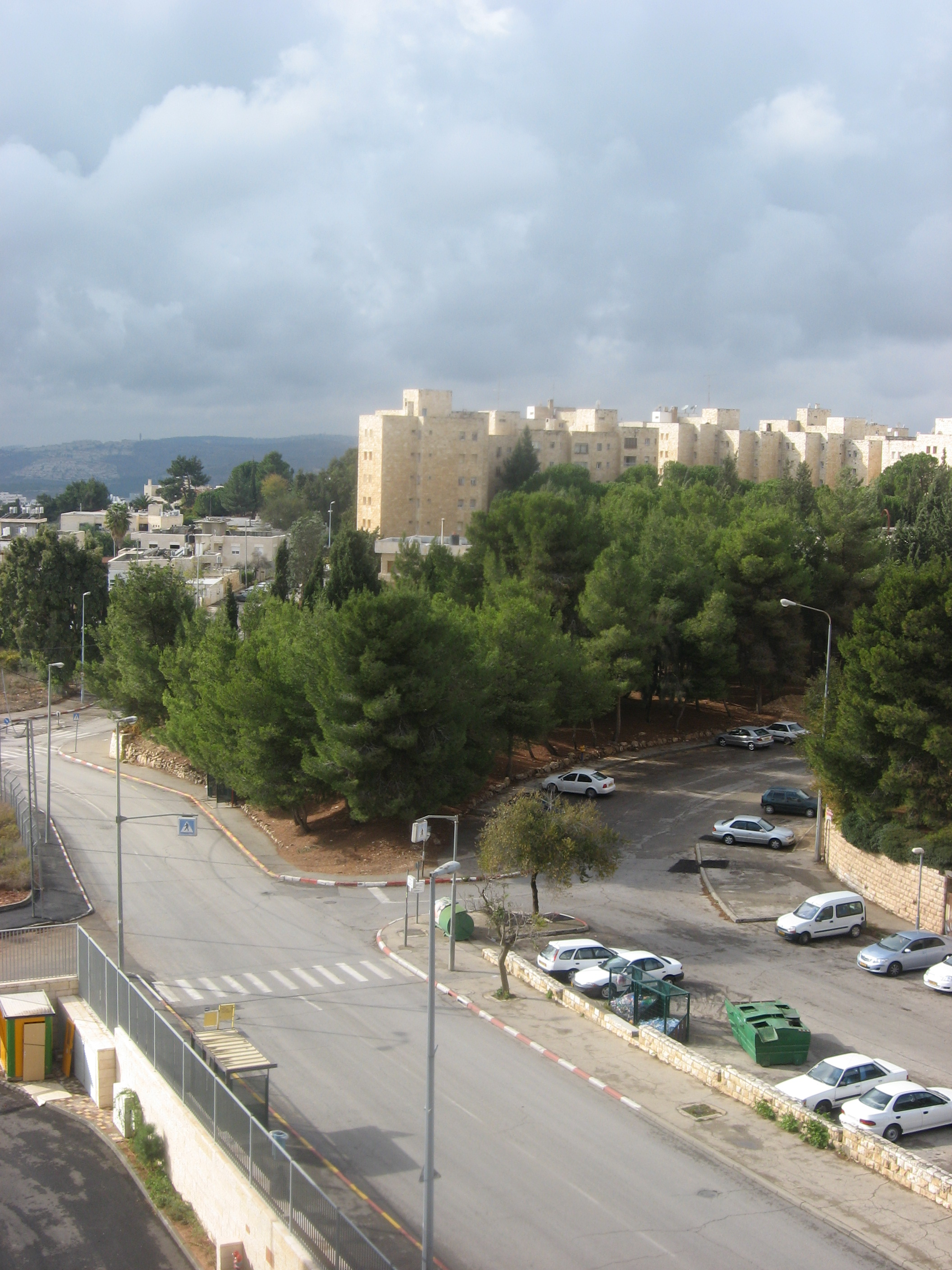
التلة الفرنسية في 2007

نفّذ المقاومين الفلسطينيون العديد من الهجمات بالقرب من المستوطنة الإسرائيلية غير القانونية في التلة الفرنسية في شمال القدس الشرقية.

## قائمة الهجمات
- في 22 أيلول (سبتمبر) 1992 قُتِل شرطي حرس حدود الاحتلال أفينوعام بيرتس عند مفترق الطرق. وزعم المسلح أنه تم تجنيده من قبل كتائب عز الدين القسام . [4]
- في تموز 1993 ، عملية اختطف من حماس لسيارة في مفترق الطرق، وقتلت المرأة التي كانت تقود السيارة.
- في 26 شباط (فبراير) 1996 ، اقتحمت سيارة مجموعة من المارة المدنيين في المفترق، وأدى لمقتل الإسرائيلية فلورا يحيئيل ، 28 عاما ، من كريات آتا. [5]
- في 27 آذار (مارس) 2001 ، إصابة 28 شخصًا بجروح نتيجة عملية انتحاري في حافلة ركاب. وأعلنت حماس مسؤوليتها عن الهجوم. [6]
- في 15 أيلول (سبتمبر) 2001 ، قُتل مئير ويسهاوس ، 23 عاماً ، من القدس ، برصاصة من سيارة مسرعة . [7]
- في 7 تشرين الأول (أكتوبر) 2001 قُتل الإسرائيلي سالومون حاييم. [8]
- في 4 تشرين الثاني (نوفمبر) 2001 ، قُتل شابان إسرائيليان من السكان وأصيب 45 آخرون في هجوم بمدافع رشاش قام به مقاوم فلسطيني. [9]
- في 17 مارس 2002 ، أدى تفجير انتحاري في حافلة إسرائيلية في التلة الفرنسية إلى إصابة 25 شخصًا [10]
- في 19 يونيو 2002 ، تفجير انتحاري في التلة الفرنسية : فجر انتحاري تابع لكتائب شهداء الأقصى نفسه في محطة حافلات مزدحمة. وقتل سبعة أشخاص معظمهم من المراهقين والأطفال.[11] [9]
- في 18 مايو 2003، 2003 تفجير انتحاري في التلة الفرنسية : فجر انتحاري يرتدي حزاما ناسفا نفسه في حافلة عند تقاطع التلة الفرنسية. قُتل سبعة إسرائيليين ، وأصيب 20 بجروح. [12]
- في 19 آذار (مارس) 2004 أصيب جورج خوري نجل إلياس خوري من بيت حنينا برصاصة من سيارة مسرعة. كتائب شهداء الأقصى الفتحاوية تعلن مسؤوليتها عن الاعتداء. [7]
- في 22 سبتمبر / أيلول 2004 قتلت انتحارية تبلغ من العمر 18 عامًا من كتائب شهداء الأقصى شخصين وأصابت 33 آخرين في محطة الحافلات المزدحمة عند مفترق الطرق.[13]